# Phalacrocarpum
Phalacrocarpum je monotipski rod glavočika smješten u tribus Anthemideae. Jedina je vrsta P. oppositifolium, zeljasta višegodišnja biljka bijelh cvjetova iz zapadnog Mediterana (južna Španjolska i Portugal, i sjeverni Maroko, Tunis, Alžir)

## Podvrste
- Phalacrocarpum oppositifolium subsp. anomalum (Lag.) Vogt & Greuter
- Phalacrocarpum oppositifolium subsp. oppositifolium